# Ронко-сопра-Аскона
Ронко-сопра-Аскона (італ. Ronco sopra Ascona) — громада  в Швейцарії в кантоні Тічино, округ Локарно.

## Географія
Громада розташована на відстані близько 135 км на південний схід від Берна, 24 км на захід від Беллінцони.
Ронко-сопра-Аскона має площу 5 км², з яких на 14,2% дозволяється будівництво (житлове та будівництво доріг), 2,4% використовуються в сільськогосподарських цілях, 74,7% зайнято лісами, 8,6% не є продуктивними (річки, льодовики або гори).

## Демографія
2019 року в громаді мешкало 573 особи (-15,5% порівняно з 2010 роком), іноземців було 24,3%. Густота населення становила 114 осіб/км².
За віковим діапазоном населення розподілялося таким чином: 7,2% — особи молодші 20 років, 55% — особи у віці 20—64 років, 37,9% — особи у віці 65 років та старші. Було 328 помешкань (у середньому 1,7 особи в помешканні).
Із загальної кількості 161 працюючого 4 було зайнятих в первинному секторі, 45 — в обробній промисловості, 112 — в галузі послуг.